# Xenochrophis bellula
Espèce
Synonymes
- Tropidonotus bellulus Stoliczka, 1871

Statut de conservation UICN

 DD  : Données insuffisantes
Xenochrophis bellula est une espèce de serpents de la famille des Natricidae. 

## Répartition
Cette espèce est endémique de Birmanie,.

## Publication originale
- Stoliczka, 1871 : Notes on some Indian and Burmese Ophidians. Journal of the Asiatic Society of Bengal, Calcutta, vol. 40, p. 421-445 (texte intégral).